# Isidoro Noblia
Isidoro Noblia és una localitat de l'Uruguai, ubicada al nord del departament de Cerro Largo, limítrof amb el Brasil. Té una població aproximada de 1.900 habitants, segons les dades del cens del 2004.
Es troba a 174 metres sobre el nivell del mar.
| 1963 | 1975  | 1985  | 1996  | 2004    |
| ---- | ----- | ----- | ----- | ------- |
| 860  | 1.228 | 1.549 | 1.964 | {{{5}}} |